# The 99

The 99 (en arabe الـ ٩٩ al 99 ou التسعة وتسعون al-tisa'a wa tisaun) est une bande dessinée koweïtienne créé en juin 2006 par le Dr Naif al-Mutawa, psychothérapeute et écrivain, et publiée par Teshkeel Comics. Elle montre des personnages positifs qui reprennent chacun un des 99 attributs d'Allah. Elle a été conçue en réaction à une distribution de vignettes à collectionner de kamikazes à des enfants palestiniens.